# لیزا میدلوهو
لیزا میدلوهو (انگلیسی: Lisa Middelhauve؛ زادهٔ ۲۸ نوامبر ۱۹۸۰) نوازنده پیانو، خواننده، و ترانه‌سرا اهل آلمان است.